# Курри, Яри
Я́ри Ку́рри (фин. Jari Kurri; 18 мая 1960, Хельсинки, Финляндия) — финский хоккеист. Амплуа — нападающий.

## Карьера
Начинал карьеру на родине, в столичном клубе «Йокерит». Начиная с сезона 1977/1978 года отыграл за него 3 года.
Заокеанское же «турне» продолжалось целых 17 лет — с 1980 по 1998 год. За это время Курри успел поиграть в пяти различных клубах НХЛ: «Эдмонтон Ойлерз», «Лос-Анджелес Кингз», «Нью-Йорк Рейнджерс», «Анахайм Майти Дакс» и «Колорадо Эвеланш», пять раз выиграв Кубок Стэнли в составе «Эдмонтона» (1984, 1985, 1987, 1988 и 1990).
На драфте НХЛ 1980 года «Эдмонтон» выбрал 20-летнего Курри только в четвёртом раунде, но агент игрока Барри Фрэйзер вспоминает, что оказанное им влияние на выбор командой Яри Курри — «было лучшим достижением в его карьере».
Могло случиться, что Курри в 1980 году не начал бы играть в НХЛ. «По моему мнению я ещё не был готов к игре в НХЛ», — вспоминает Курри. Но всё-таки «Эдмонтон» уговорил начать его игровую карьеру за океаном. Грёзы об НХЛ стали реальностью.
Курри — габаритный и умный игрок, к тому же обладающий неплохим катанием и хорошим броском. Когда он стал играть в паре с Уэйном Гретцки, его карьера пошла резко вверх. В первой же игре Яри сделал хет-трик. А в первом сезоне Курри набирает в среднем одно очко за игру (75 очков в 75 матчах). Это великолепные показатели и покорялись они немногим.
Первый свой Кубок Стэнли Курри выиграл на четвёртый год пребывания в НХЛ. «Первый всегда первый, в любой точке мира и запоминается на всю жизнь», — комментировал Курри после окончания своей карьеры. В 1990 году, когда «Ойлерз» выиграли пятый кубок, но уже без Гретцки, успехи Яри Курри были замечены и на родине — он был выбран в Финляндии вторым спортсменом года.
В конце сезона 1990 года Курри получает предложение от своего бывшего партнёра по «Ойлерз» Гретцки перебраться в Лос-Анджелес. Но по существовавшим тогда правилам НХЛ, игрок «европеец» не мог перейти из клуба в клуб напрямую, также не мог быть обменян. Игрокам предлагалось сперва провести один сезон в любой лиге, кроме НХЛ, после чего он уже получал право вернуться в любой клуб НХЛ. Такое правило было в силе до середины 1990-х, когда влияние европейцев вынудило руководство лиги пересмотреть правила. Курри переезжает в Италию, где выступает за клуб «Милано Девилз» (97 очков в 40 матчах). Выступление звезды такого масштаба, как Яри Курри, оставило огромный след в развитии итальянского хоккея, сам Яри приложил к этому немало усилий.
Осенью 1991 года, после окончания Кубка Канады, Курри снова начал играть в НХЛ. Нападающий заключил контракт с «Лос-Анджелес Кингз» и снова оказался на площадке в паре с Гретцки. В Калифорнии он отыграл пять сезонов, с перерывом на локаут, на время которого Яри вернулся в вырастивший его «Йокерит». Только первые три сезона из пяти, проведённых с стане «Королей», вполне можно назвать удачными: 224 балла за результативность в 236 матчах. А вот 69 очков в 95 матчах двух последующих сезонов не впечатлили ни боссов команды, ни самого игрока. А тем временем владельцы «Королей» затеяли омоложение команды, и в 1996 году Курри был продан в «Нью-Йорк Рейнджерс». Там было много именитых игроков, знакомых ещё со времён выступления за «Ойлерз», но Кубок Стэнли-96 команде не покорился — в полуфинале конференции их остановил «Питтсбург Пингвинз».
До начала сезона 1996/1997 года Курри принял решение, что будет играть только два года. Имея статус «неограниченно свободного агента», он заключает контракт с «Могучими Утками» из Анахайма. Так как сезон не зада́лся (13 заброшенных шайб и 22 передачи в 82 матчах) — Курри пришлось переехать в «Колорадо Эвеланш». В новой команде он получал мало игрового времени и самым значительным событием этого времени оказался 600-й гол, забитый за карьеру. Как позже оказалось, это был его предпоследний гол в заокеанской карьере. Последнюю игру Курри наблюдал с трибуны, когда его команда уже в первом круге плей-офф проиграла «Эдмонтону». «Досадно, что карьера закончилась таким образом», — комментировал Курри. 
На зимних Олимпийских играх 1998 года Курри в последний раз встречался с Гретцки на льду, когда Финляндия и Канада играли за бронзовую  медаль в Нагано. Финны считались аутсайдерами, но  выиграли со счётом 3:2. Курри забил первый гол в игре, который оказался его последним голом за финскую сборную. 
Курри стал первым европейцем, забившим 600 голов в регулярных чемпионатах НХЛ. С показателем забил 601 гол он занимает 20-е место в истории лиги, а из европейских хоккеистов уступает только чеху Яромиру Ягру, финну Теему Селянне и россиянину Александру Овечкину.
После завершения игровой карьеры Курри продолжает работать в хоккейной среде, некоторое время он был генеральным менеджером сборной Финляндии по хоккею.
С сезона 2019/20 Яри становится генеральным менеджером финского клуба «Йокерит».

## Статистика
| 1977-78                | Йокерит                | СМ-Лига                | 29   | 2   | 9   | 11   | 12  | 6   | 1   | 7   | 8   | 2   |
| 1978-79                | Йокерит                | СМ-Лига                | 33   | 16  | 14  | 30   | 12  | --  | --  | --  | --  | --  |
| 1979-80                | Йокерит                | СМ-Лига                | 33   | 23  | 16  | 39   | 22  | --  | --  | --  | --  | --  |
| 1980-81                | Эдмонтон Ойлерз        | НХЛ                    | 75   | 32  | 43  | 75   | 40  | 9   | 5   | 7   | 12  | 4   |
| 1981-82                | Эдмонтон Ойлерз        | НХЛ                    | 71   | 32  | 54  | 86   | 32  | 5   | 2   | 5   | 7   | 10  |
| 1982-83                | Эдмонтон Ойлерз        | НХЛ                    | 80   | 45  | 59  | 104  | 22  | 16  | 8   | 15  | 23  | 8   |
| 1983-84                | Эдмонтон Ойлерз        | НХЛ                    | 64   | 52  | 61  | 113  | 14  | 19  | 14  | 14  | 28  | 13  |
| 1984-85                | Эдмонтон Ойлерз        | НХЛ                    | 73   | 71  | 64  | 135  | 30  | 18  | 19  | 12  | 31  | 6   |
| 1985-86                | Эдмонтон Ойлерз        | НХЛ                    | 78   | 68  | 63  | 131  | 22  | 10  | 2   | 10  | 12  | 4   |
| 1986-87                | Эдмонтон Ойлерз        | НХЛ                    | 79   | 54  | 54  | 108  | 41  | 21  | 15  | 10  | 25  | 20  |
| 1987-88                | Эдмонтон Ойлерз        | НХЛ                    | 80   | 43  | 53  | 96   | 30  | 19  | 14  | 17  | 31  | 12  |
| 1988-89                | Эдмонтон Ойлерз        | НХЛ                    | 76   | 44  | 58  | 102  | 69  | 7   | 3   | 5   | 8   | 6   |
| 1989-90                | Эдмонтон Ойлерз        | НХЛ                    | 78   | 33  | 60  | 93   | 48  | 22  | 10  | 15  | 25  | 18  |
| 1990-91                | Милано Девилз          | Серия «А» (хоккей)     | 30   | 27  | 48  | 75   | 6   | 10  | 10  | 12  | 22  | 2   |
| 1991-92                | Лос Анджелес Кингз     | НХЛ                    | 73   | 23  | 37  | 60   | 24  | 4   | 1   | 2   | 3   | 4   |
| 1992-93                | Лос Анджелес Кингз     | НХЛ                    | 82   | 27  | 60  | 87   | 38  | 24  | 9   | 8   | 17  | 12  |
| 1993-94                | Лос Анджелес Кингз     | НХЛ                    | 81   | 31  | 46  | 77   | 48  | --  | --  | --  | --  | --  |
| 1994-95                | Йокерит                | СМ-Лига                | 20   | 10  | 9   | 19   | 10  | --  | --  | --  | --  | --  |
|                        | Лос Анджелес Кингз     | НХЛ                    | 38   | 10  | 19  | 29   | 24  | --  | --  | --  | --  | --  |
| 1995-96                | Лос Анджелес Кингз     | НХЛ                    | 57   | 17  | 23  | 40   | 37  | --  | --  | --  | --  | --  |
|                        | Нью-Йорк Рейнджерс     | НХЛ                    | 14   | 1   | 4   | 5    | 2   | 11  | 3   | 5   | 8   | 2   |
| 1996-97                | Анахайм Майти Дакс     | НХЛ                    | 82   | 13  | 22  | 35   | 12  | 11  | 1   | 2   | 3   | 4   |
| 1997-98                | Колорадо Эвеланш       | НХЛ                    | 70   | 5   | 17  | 22   | 12  | 4   | 0   | 0   | 0   | 0   |
| Всего за карьеру в НХЛ | Всего за карьеру в НХЛ | Всего за карьеру в НХЛ | 1251 | 601 | 797 | 1398 | 545 | 200 | 106 | 127 | 233 | 123 |

## Достижения и награды
Обладатель Кубка Стэнли — 1984, 1985, 1987, 1988 и 1990 года
Третье место по результативности среди европейских игроков НХЛ по системе «гол+пас» (общее 23-е) — 1398
«Леди Бинг Трофи» — 1985 год
Девять раз он участвовал в матчах всех звёзд НХЛ
Бронзовые медали на турнире Кубок Канады 1991 года.
Бронзовые медали олимпийских игр в Нагано 1998 года.
Член Зала хоккейной славы в Торонто.